# تاناسي كوكيناكيس
تاناسي كوكيناكيس (بالإنجليزية: Thanasi Kokkinakis)‏ (ولد في 10 أبريل 1996، في أديلايد, أستراليا). هو لاعب كرة مضرب محترف.